# Benny Stender
Benny Stender (født 1936) er en dansk kunstner og tidligere atlet.
Benny Stender er uddannet murer, litograf og socialrådgiver. Han arbejdede to gange ti år på Aalborg Stiftstidende og der i mellem 15 år som socialrådgiver og statens konsulent for tunghøre og døve børn, der ikke var født hørehæmmede. Han forlod arbejdsmarkedet som 58-årig for at blive kunstner på fuld tid og har derefter udstillet flere steder og har bl.a. vundet avisside- og plakatkonkurrencer, Aalborg Karneval, og lavet bogforside til Stephen Kings Opgøret (The Stand) – (dansk udgivelse: 1989). Stender har også lavet plakater til bl.a. Jomfru Ane Teatret og Folkeuniversitetet i Aalborg. Han tegnede i årevis under pseudonymerne Susanne, W. Arp og Otis E. Driftwood.
Benny Stender var medlem af Aalborg FF og IFK Aalborg og blev dansk mester på mellemdistanceløb tre gange 1957-1958. Han kom han på fjerde plads, efter Børge Bastholm Larsen, Finn Kobberø og Knud Herbert Sørensen, i Politikens afstemning om Årets Fund 1954.

## Danske mesterskaber
- Guld 1958 1500 meter 3:59,2
- Guld 1957 800 meter 1:55,0
- Guld 1957 1500 meter 3:58,3

## Personlige rekorder
- 1500 meter: 3:46,7 18. juli 1958 Oslo